# Nexhat Daci
Nexhat Daci (Veliki Trnovac, 26 giugno 1944) è un politico kosovaro.

## Biografia
È stato Presidente della Repubblica del Kosovo per un periodo ad interim, dal gennaio al febbraio 2006, cioè dalla morte di Ibrahim Rugova all'elezione di Fatmir Sejdiu.
Dal dicembre 2001 al marzo 2006 ha svolto il ruolo di primo Presidente dell'Assemblea del Kosovo.
Dal dicembre 2001 al marzo 2002 è stato Primo ministro ad interim del Kosovo, sotto amministrazione ONU.